# Litoria rubrops
Litoria rubrops – gatunek płaza bezogonowego z podrodziny Pelodryadinae w rodzinie rzekotkowatych (Hylidae).

## Występowanie
Płaz występuje w Papui-Nowej Gwinei w skrajnie południowo-wschodniej części Nowej Gwinei. Znany jest tylko z lokalizacji typowej położonej nad strumieniem Upaelisafupi w górach Cloudy Mountains, w prowincji Milne Bay, na wysokości 715 m n.p.m. Wedle IUCN płaz może być gatunkiem endemicznym wspomnianych gór, aczkolwiek wydaje się, że jego zasięg występowania jest nieco szerszy, niżby to wynikało z dotychczasowych badań.
Informacje o siedlisku płaza wnoszone są z miejsca spotkania znalezionych osobników. Bezogonowe te napotkano na wysokości od półtora do 2,5 m nad poziomem gruntu na roślinności otaczającej mały, skalisty górski strumień przepływający przez tropikalny las.

## Status
W Czerwonej księdze gatunków zagrożonych IUCN płaz ten od 2020 roku klasyfikowany jest jako gatunek najmniejszej troski (LC, ang. Least Concern); wcześniej, od 2004 roku uznawano go za gatunek niedostatecznie rozpoznany (DD, ang. Data Deficient).
Nieznana jest całkowita liczebność populacji płaza, ale jej trend oceniany jest jako stabilny ze względu na brak istotnych zagrożeń dla tego gatunku.